# Hume Studies
Hume Studies – czasopismo filozoficzne specjalnie poświęcone życiu i twórczości Davida Hume’a. Wydawane jest przez Towarzystwo Hume'owskie. Ukazuje się w kwietniu i listopadzie. Wersje elektroniczne numerów 1-30 są dostępne w Internecie dla wszystkich czytelników, a członkowie Towarzystwa Hume'owskiego mają swobodny dostęp do wszystkich numerów.